# Eduard Strasburger

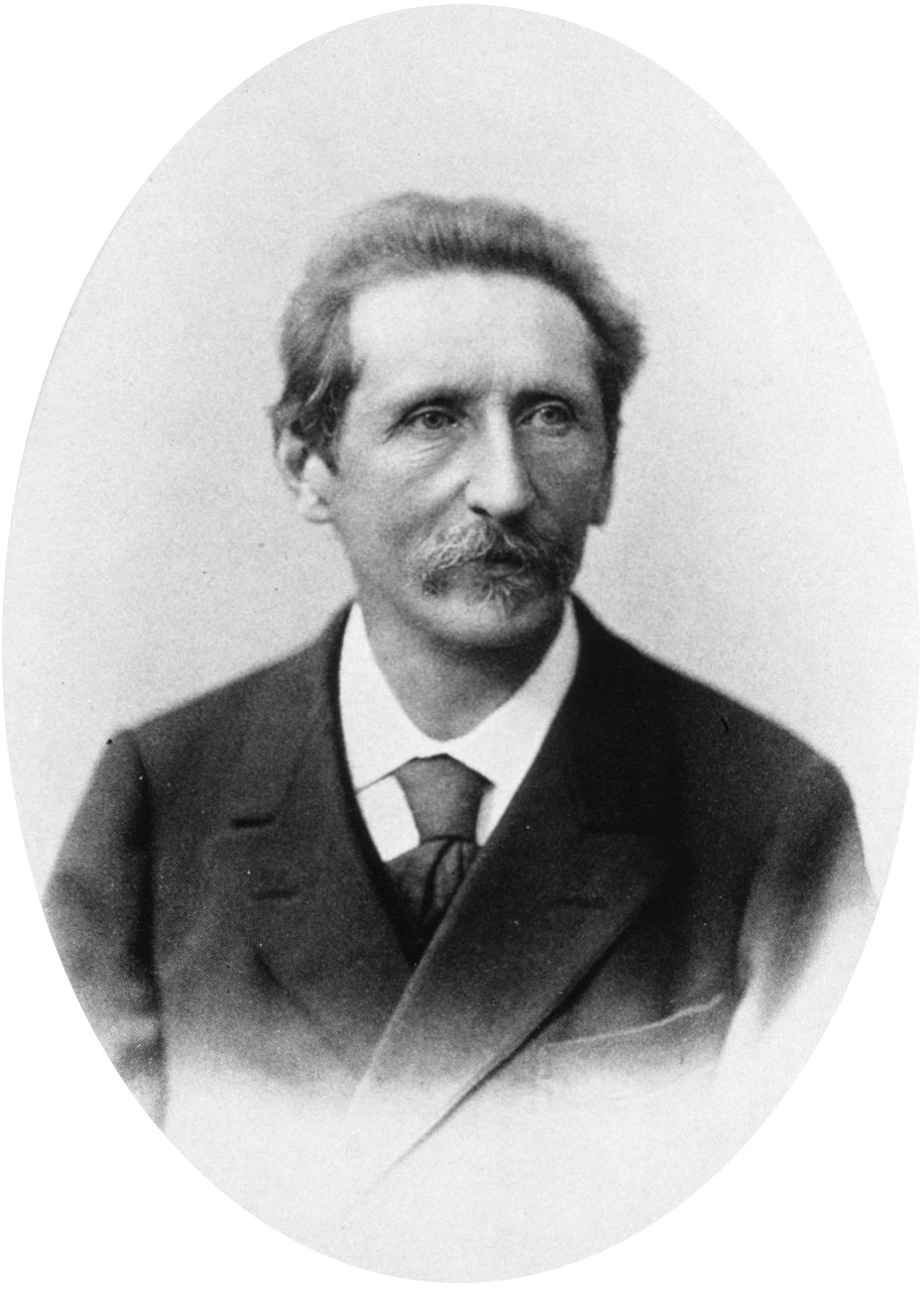
Eduard Strasburger.

Eduard Adolf Strasburger (n. 1 februarie 1844, Varșovia - d. 18 mai 1912, Bonn) a fost un botanist polonez-german, unul dintre cei mai renumiți botaniști din secolul al XIX-lea. A făcut cercetări citologice (cariologice) în urma cărora lămurește felul cum are loc și se desfășoară diviziunea mitotică. Descrie amănunțit toate fazele mitozei. A fost un adept al evoluționismului darwinist.  

## Biografie
S-a născut în 1844 la Varșovia, Imperiul Rus (în prezent în Polonia). Studiază la Paris (1862-1864) și apoi la Bonn și Jena, unde în 1866 își trece doctoratul. În 1868 a predat la Universitatea din Varșovia. Profesor universitar la Jena (1869–1880), apoi  la Bonn (1880–1912).
În 1875 Eduard Strasburger publică lucrarea „Formarea celulelor și diviziunea lor” (Über Zellbildung und Zellteilung) în care descrie fazele diviziunii celulare. Introduce termenul de „mitoză” pentru a defini diviziunea cariochinetică și își exprimă părerea că nucleul este substratul material al eredității.
În 1882 folosește termenul de „citoplasmă” în care include întreaga masă plasmatică cu excepția nucleului; definește termenul de „plasmalemă” ca structură compusă din lipide care permit trecerea cu ușurință în celulă a substanțelor liposolubile. Aceste considerente au stat la baza teoriei lipidice al lui E. Overton (1902). În 1904 denumește nucleul celular „carioplast" și introduce termenul de „diploid”. În 1880 folosește termenul de „plasmodesme” pentru prelungirile protoplasmatice (plasmodesmele) la plantele superioare și anume la celulele din albumenul semințelor.
În 1882 elaborează concepția creșterii în grosime a membranei celulare prin apoziție, conform căreia noi straturi de celuloză se depun peste cele existente (prin apoziție). În 1875 Strasburger constată că fecundarea la plante, ca și la animale, constă din unirea a două celule reproducătoare de sex opus. La plante, fecundarea constă din unirea nucleului oosferei cu nucleul spermatic, adus de tubul polinic. Tot el descrie diviziunea celulară la plante.
În 1894 a scris un excepțional tratat de botanică (Lehrbuch der Botanik) și astăzi utilizat în universități.